# Privlački Gaz
Privlački Gaz är ett sund i Kroatien. Det ligger i den södra delen av landet, 180 km söder om huvudstaden Zagreb.